# Diane Rowe
Pour les articles homonymes, voir Rowe.
Diane Rowe, née le 14 avril 1933 et morte le 19 juin 2023, est une pongiste internationale britannique

## Biographie
En 1966 elle se marie avec le pongiste allemand Eberhard Schöler (en), et à partir de cette époque elle participe aux compétitions sous la nationalité allemande. Entre 1951 et 1972 elle remporte de nombreuses médailles en simple, en double et par équipes aux Championnats d'Europe et aux Championnats du monde.
Elle avait commencé la pratique du tennis de table à l'âge de 14 ans avec Viktor Barna. Elle est gauchère, et jusqu'en 1951 elle a un style de jeu défensif, qui a ensuite évolué vers l'attaque.
Diane Rowe a remporté 17 titres d'Open d'Angleterre. Elle avait une sœur jumelle, Rosalind Rowe (en), elle aussi pongiste internationale, avec qui elle jouait souvent en double. Elles sont championnes du monde en double en 1951 et en 1954. En 1955 elles publient le livre The twins on table tennis.
Elle prend sa retraite sportive en 1973, et jusqu'en 1997 elle se consacre au coaching sportif. En 1993 elle reçoit une médaille du mérite par l'ITTF, et en 2001 le Dieter Mauritz Gedächtnispreis. Elle est inscrite à l'ETTU Hall of Fame en 2016.
Elle meurt d'un cancer à Dusseldorf en juin 2023,.

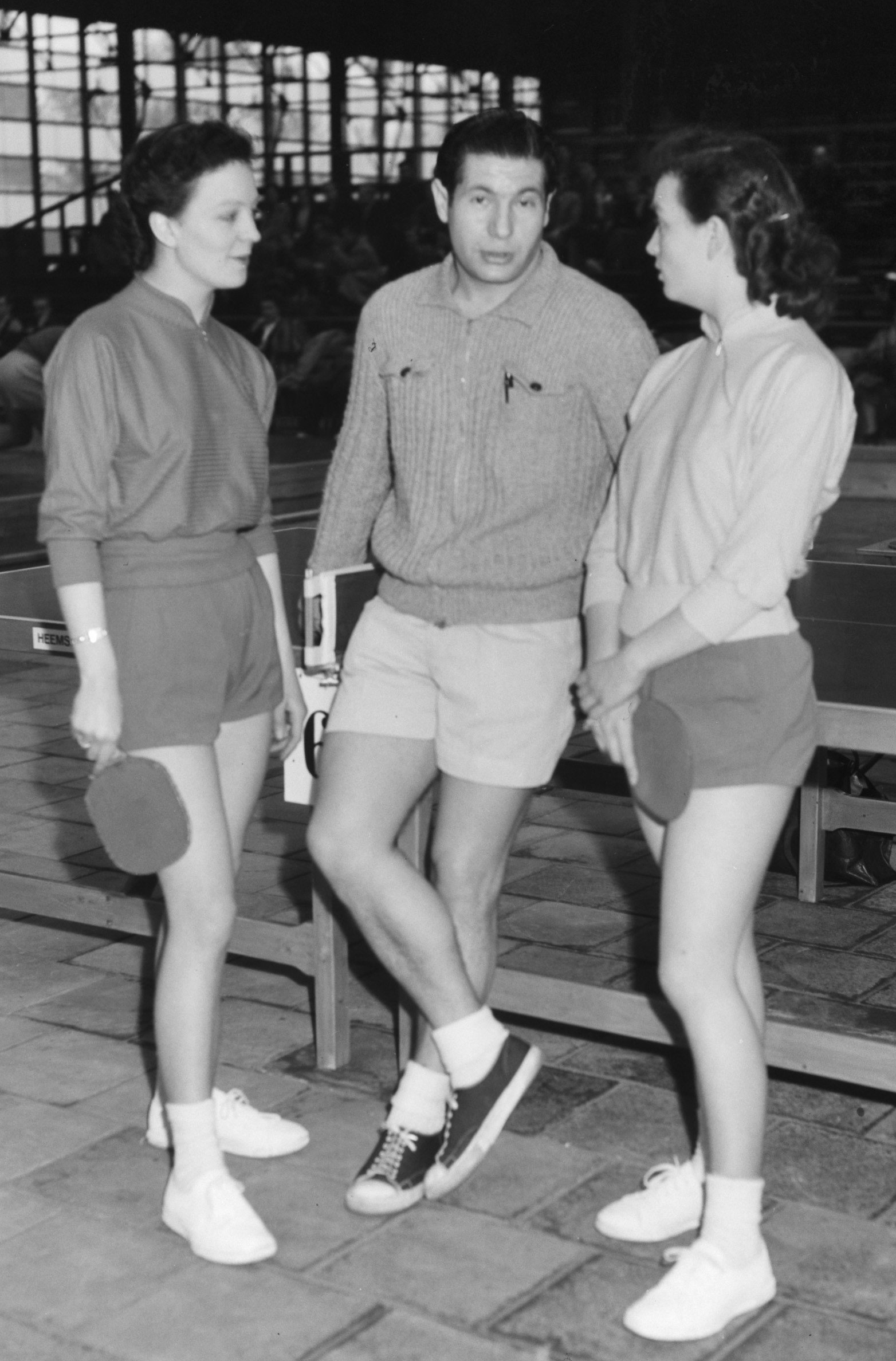
Diane et sa sœur Rosalind avec Richard Bergmann en 1953.